# Bill Peet
William Bartlett Peet, più noto come Bill Peet (Grandview, 29 gennaio 1915 – Studio City, 11 maggio 2002), è stato uno scrittore e sceneggiatore statunitense.

## Biografia
Illustratore di libri per bambini e scrittore per la Disney, ha scritto fra gli altri Biancaneve e i sette nani. Ha lavorato con la Disney fino all'uscita de Il libro della giungla (1967).
Ha lavorato a Pinocchio (1940), Fantasia (1940) (la sequenza della Sinfonia Pastorale di Beethoven), Dumbo - L'elefante volante (1941), I tre caballeros (1944), I racconti dello zio Tom (1946), Tanto caro al mio cuore (1948), Cenerentola (1950), Alice nel Paese delle Meraviglie (1951), Le avventure di Peter Pan (1953), La bella addormentata nel bosco (1959), La carica dei cento e uno (1961) e  La spada nella roccia (1963).